# 沃利齊亞-洛巴奇夫西卡
50°25′41″N 25°0′37″E / 50.42806°N 25.01028°E
沃利齊亞-洛巴奇夫西卡（烏克蘭語：Волиця-Лобачівська），是烏克蘭的村落，位於該國西部沃倫州，由盧茨克區負責管轄，始建於1570年，面積5.99平方公里，海拔高度210米，2001年人口322，人口密度每平方公里53.79人。